# Jerukagung (Srumbung)
Jerukagung is een bestuurslaag in het regentschap Magelang van de provincie Midden-Java, Indonesië. Jerukagung telt 2528 inwoners (volkstelling 2010).